# Montes Recti

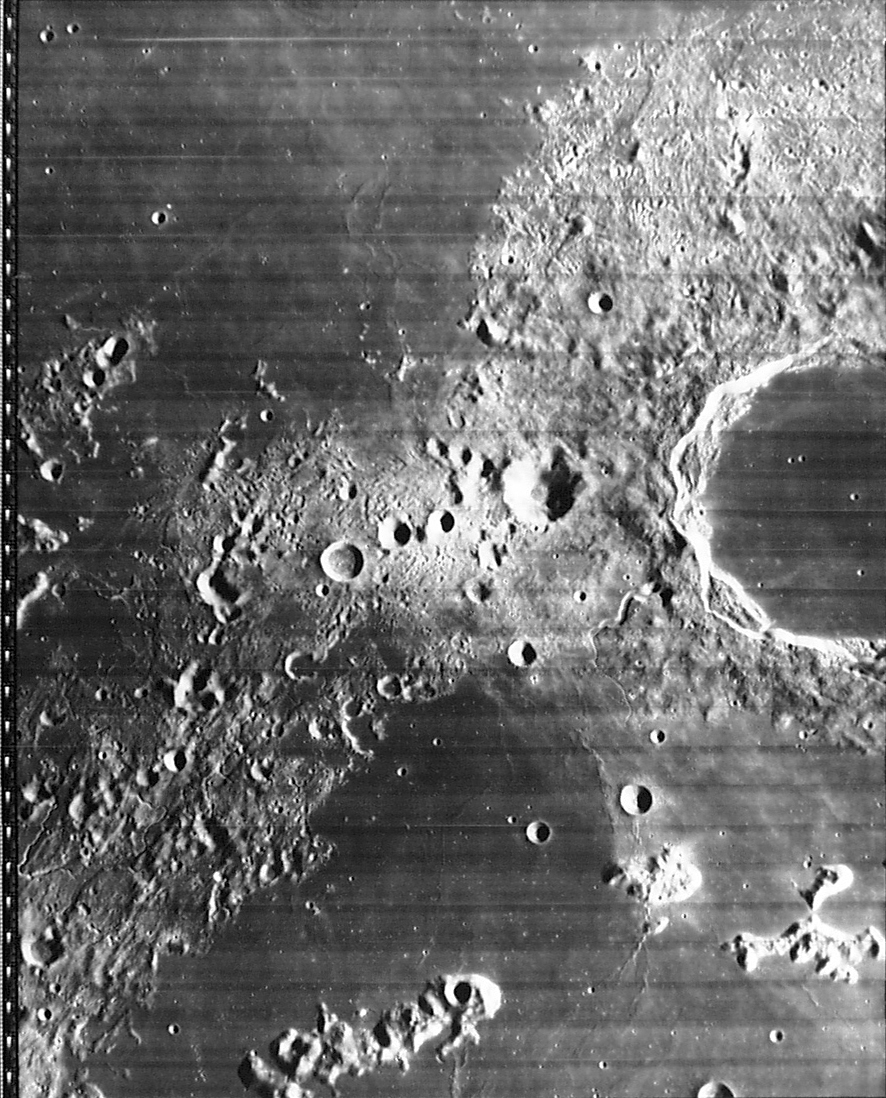
Montes Teneriffe (v pravém spodním rohu fotografie), Montes Recti (rovné pohoří dole uprostřed) a část velkého kráteru Plato (vpravo uprostřed).

Montes Recti (česky Rovné pohoří nebo Přímé pohoří) je nevelké pohoří západo-jihozápadně od kráteru Plato v severní části Mare Imbrium (Moře dešťů) na přivrácené straně Měsíce. Je dlouhé přibližně 90 km a výška vrcholů dosahuje 1 800 m. Střední selenografické souřadnice jsou 48,3° S, 19,7° Z. Montes Recti bylo pojmenováno anglickým astronomem Williamem R. Birtem podle svého přímého tvaru.
Východně leží pohoří Montes Teneriffe. Montes Recti tvoří společně s pohořími Montes Teneriffe, Montes Spitzbergen a horou Mons Pico trosky vnitřního valu kotliny Mare Imbrium.

## Satelitní krátery
Ve východní části hor leží malý kráter, který byl označen podle zavedených zvyklostí jménem hlavního objektu a velkým písmenem abecedy.
| Montes Recti | Sel. šířka | Sel. délka | Průměr |
| ------------ | ---------- | ---------- | ------ |
| B            | 48,5° S    | 18.3° Z    | 7,3 km |